# Christophe Edaleine
Christophe Edaleine (Annonay, 1º novembre 1979) è un ex ciclista su strada francese, professionista dal 2001 al 2008.

## Palmarès

### Strada
- 2000 (VC Lyon-Vaulx-en-Velin)

Classifica generale Tour de Savoie Mont-Blanc
- 2003 (Jean Delatour, una vittoria)

7ª tappa Tour de l'Avenir (Mende > Valréas)

#### Altri successi
- 2001 (Jean Delatour)

Classifica scalatori Étoile de Bessèges
- 2006 (Crédit Agricole)

3ª tappa Tour Méditerranéen (La Garde, cronosquadre)

## Piazzamenti

### Grandi Giri
- Giro d'Italia

2006: 127º
- Tour de France

2002: 100º
2003: 131º
2004: 141º
- Vuelta a España

2005: ritirato (11ª tappa)

### Classiche monumento
- Parigi-Roubaix

2001: ritirato
- Liegi-Bastogne-Liegi

2002: ritirato
2007: ritirato

### Competizioni europee
- Campionati europei

Kielce 2000 - Cronometro Under-23: 8º